# Age of Empires IV
Age of Empires IV je strategická videohra v reálném čase vyvinutá společností Relic Entertainment ve spolupráci s World's Edge a vydaná společností Xbox Game Studios. Jedná se o čtvrtý díl série Age of Empires. Hra byla vydána 28. října 2021 pro Microsoft Windows.

## Příběh
Hra se odehrává v období raného středověku až vrcholného středověku.

### Kampaně
Hra měla při spuštění 4 kampaně pro jednoho hráče:
- Normani: o dobytí Anglie Normany a konfliktech následujících anglických králů (1066–1217)
- Stoletá válka: konflikt mezi Anglií a Francií
- Mongolská říše: expanze jedné z největších říší všech dob
- Vzestup Moskvy: o vzestupu moskevského velkovévodství mezi jinými ruskými knížectvími

## Hratelnost
V den vydání hry bylo dostupných 8 civilizací: Angličané, Číňané, Mongolové, Dillíský sultanát, Francouzi, dynastie Abbásovců, Svatá říše římská a Rusové. 25. října 2022 byly do hry přidány dvě další civilizace: Osmané a Malijci. Každá civilizace přináší vlastní charakteristiky, které ovlivňují průběh hry a nejefektivnější způsoby hraní. Například civilizace Anglie využívá silné lukostřelce a bonus ve formě levnějších farem představuje spolehlivý zdroj jídla určité bonusy přináší každá civilizace.  
Tyto rozdíly jsou o to důležitější na určitých herních mapách, kdy například na pobřežních či ostrovních mapách mohou mít výhody civilizace s lodními bonusy. Např. civilizace Francie s výzkumem černého prachu v Imperiální době (IV doba) vytváří lodě s vysokým poškozením a naopak Rusové budují lodě, které mohou plnit jak ekonomické tak válečné cíle, což zvyšuje možnosti adaptace s ohledem na situaci hry. 
Výběr civilizace ovlivňuje hratelnost a průběh hry, každá civilizace se ale dá hrát na každé mapě a v každé situaci. Výsledek tak závisí zejména na schopnostech hráče obecně a na schopnostech jak dokáže daný hráč využít bonusy jím zvolené civilizace.

## Vývoj
Dne 21. srpna 2017 společnost Microsoft oznámil hru Age of Empires IV, kterou vyvíjela společnost Relic Entertainment. Dne 11. června 2019 Phil Spencer, výkonný viceprezident Microsoft Gaming, potvrdil, že Age of Empires IV je stále ve vývoji, přičemž další informace budou odhaleny ke konci roku 2019. Dne 14. listopadu 2019 byly na události X019 představeny herní záběry z Age of Empires IV. Bylo na nich ukázáno středověké válčení mezi anglickými a mongolskými armádami. Dne 16. března 2021 byla zveřejněna ukázka pro fanoušky, jež ukázala detailnější hratelnost a další dvě známé civilizace, Číňany a Dillíský sultanát. Společnost Microsoft na události E3 2021 ohlásila, že hra bude v den vydání dostupná také v předplatném PC Game Pass. Hra byla vydána 28. října 2021 a byla vyvinuta pomocí Essence Engine.

### Soundtrack
Veškeré namluvené pasáže hry byly zaznamenány s využitím správné historické výslovnosti každého jazyka.
Hudbu ve hře napsali skladatelé německého Dynamedionu Tilman Sillescu (hlavní znělka, hudba v menu, trailery, Mongolové, Svatá říše římská), Alexander Röder (čínština, angličtina), Henning Nugel (Rusko, dynastie Abbasovců), Armin Haas (Dillíský sultanát) a také Mikolai Stroinski (Francouzi). Soundtrack je k dispozici také jako součást dodatečného obsahu Digital Deluxe Edition na Steamu.

## Přijetí

### Kritika
| Agregátor  | Skóre  |
| ---------- | ------ |
| Metacritic | 81/100 |

| Udělil         | Skóre   |
| -------------- | ------- |
| CGM            | 10/10   |
| Game Informer  | 8,25/10 |
| GameRevolution | [ 20 ]  |
| GamesRadar+    | [ 21 ]  |
| Hardcore Gamer | 4/5     |
| IGN            | 8/10    |
| PC Gamer (US)  | 77/100  |
| PCGamesN       | 8/10    |

Hra byla na recenzní stránce Metacritic hodnocena kladně a obdržela „celkově příznivé“ recenze.
Mobile Syrup napsal, že „Age of Empires IV (Age IV) je v podstatě Age of Empires II s novým nátěrem, ale to je zcela v pořádku, zvláště pokud jste dlouholetým fanouškem série jako já.“ Zatímco IGN shrnulo svou recenzi slovy: „Age of Empires 4 je příjemným návratem RTS, jež často hraje na jistotu, ale vyniká, když tak nehraje.“ Rachel Weber z GamesRadar+ chválila rozmanitost civilizací a napsala, že „každá byla pečlivě navržena tak, aby nabízela různé herní zážitky.“ Game Informer měl rád historická videa mezi misemi, kritizoval však nedostatek inovací hry od jejího předchůdce. Připadalo mu, že Age of Empires IV „postrádá jakoukoli ambici i jen jemně porušit standardy stanovené desetiletími prověřeným Age of Empires II.“ Hayes Madsen z Computer Games Magazine shrnul svou recenzi, ve které hře udělil 10 bodů z 10, slovy: „Age of Empires IV je odvážná a ambiciózní evoluce série a je dost pravděpodobně jedno z nejlepších RTS her, jaké kdy byly vytvořeny.“
Autor recenze z The Washington Post si vybalancování kampaně užíval a popsal jej tak, že „v každé bitvě jsem měl pocit, že se to může pokaždé převrátit na druhou stranu“ a že v tomto bylo „kouzlo“ hry. Josh Broadwell z VG247 cítil, že oddanost hry k historické přesnosti ji odlišuje od jejích vrstevníků, strategických her, a „číní Age of Empires 4 něčím víc, než jen dalším středověkým bojovým simulátorem“. Ian Boudreau z PCGamesN pochválil mód „Art of War“ z tutoriálů; říká, že jsou „velmi užitečné pro nové hráče, kteří chtějí porozumět základům fungování úspěšného hospodaření“.
Robert Zak z PC Gamer cítil, že odlišné civilizace byly největším triumfem čtvrtého dílu, a nazval „vizuální a strategickou“ rozmanitost „jednou z nejvýznamnějších evolucí v sérii“. Kritizoval, že podle jeho mínění hra nevykládá historii úplně správně, a řekl, že „historicky očištěná prezentace AOE4 neukazuje ty hnusnější části historie“. Polygon cítil, že zjednodušení některých herních mechanismů v porovnání s Age of Empires 2 bylo ku prospěchu hry.

### Ocenění a nominace
Age of Empires IV získalo cenu v kategorie nejlepší simulační/strategické hry na The Game Awards 2021.